# Pius VII
Pius VII, (en llatí Pius PP. VII), de nom secular Barnaba Niccolò Maria Luigi Chiaramonti (nom religiós Gregori) (Cesena, 14 d'agost de 1742 – Roma, 20 d'agost de 1823) va ser el 251è bisbe de Roma i papa de l'Església catòlica des del 1800 i fins a la seva mort. Membre de l'orde benedictí, havia estat prior de la basílica de Sant Pau Extramurs i bisbe de Tívoli el 1782. Va ser creat cardenal el 1785.

## Els primers anys

### Família
La família Chiaramonti era originària de Catalunya, des d'on les arrels familiars es podien traçar fins al segle xii. Ja a Itàlia, els Chiaramonti havien produït alguns intel·lectuals i homes de ciència, com el famós astrònom del segle disset Scipione Chiaramonti, el qual havia estat lloat pels seus descobriments pel filòsof Blaise Pascal.
Va ser el penúltim fill del comte Scipione Chiaramonti (1698-1750) i Giovanna Coronata Ghini (1713-77), filla del marquès Barnaba Eufrasio Ghini. La seva mare era una dona profundament religiosa que acabà la seva vida al Carmel de Fano i que el seu fill prendria tota la seva vida com a model, sobretot en els moments més dolorosos del seu pontificat; pertanyia a una antiga família noble d'origen francès, probablement els Clermont-Tonnerre, amics dels Braschi (família d'on provenia Pius VI). La seva família era noble, tot i que bastant pobra.

### Joventut

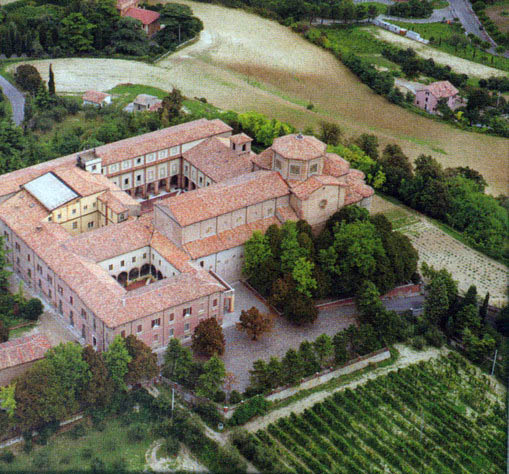
L'Abadia benedictina de Santa Maria de la Muntanya

Igual que els seus germans, que van assistir al Collegio dei Nobili de Ravenna, però a petició seva, va ser admès a l'edat de catorze anys, (2 d'octubre de 1756) com a novici a l'abadia benedictina de Santa Maria de la Muntanya a Cesena. Allà va estar sota la direcció de Gregorio Caldarera. Dos anys més tard (20 d'agost de 1758) va prendre l'hàbit amb el nom de dom Gregorio. Fins 1763, va estudiar a l'abadia de Santa Giustina de Pàdua, on l'Inquisició veneciana el considerà sospitós de jansenisme. Les seves brillants qualitats intel·lectuals van fer que els seus superiors l'enviessin al Col·legi Pontifici de Sant Anselm de Roma, al costat de la residència urbana de l'abadia de Sant Pau Extramurs, que estava oberta per rebre els estudiants més prometedors de la Congregació benedictina de Montecassino.
El 21 de setembre de 1765 va ser ordenat sacerdot i, poc després, va rebre el seu doctorat en teologia. Ensenyà, a partir de 1766, a l'abadia de Sant Joan de Parma, situada al ducat de Parma, força obert a les noves idees. Amant de la cultura i ansiós per donar una educació moderna, proper a les realitats socials i científiques de la seva època, es va subscriure a l'Encyclopédie de Diderot i mostra curiositat per les idees de Locke i Condillac, llavors preceptor del príncep hereu, l'infant Don Fernando. Va traduir l'Assaig sobre l'origen dels coneixements humans de Locke.
El 1772 va ser guardonat amb el grau acadèmic de lector, pel qual l'ordre benedictí el facultava per a l'ensenyament de teologia i dret canònic. De 1772 a 1781, va ensenyar teologia al Col·legi de Sant Anselm a l'abadia de Sant Pau Extramurs on també va ser bibliotecari. Va ser nomenat abat titular del monestir de Santa Maria de la Muntanya del que havia estat oblat en la seva infància.
El jove monjo Chiaramonti sentia la necessitat d'una profunda renovació del seu orde, especialment en el camp de la formació. Volia, d'una banda, el retorn a la inspiració original de la vida monàstica i, per una modernització del pla d'estudis, per tal de portar els joves monjos en contacte més directe amb les realitats concretes i actuals.
El 1773, va esdevenir confessor del cardenal Angelo Braschi el futur papa Pius VI (1775), que el tindria en alta estima. El 1782 aquest últim el va nomenar prior de l'abadia romana de Sant Pau Extramurs, on sembla que va ser acollit com un intrús pels monjos gelosos del seu dret a elegir el seu prior i que fins i tot sembla que van tractar d'enverinar-lo. Jean Cohen escriu: «Es va al·legar que es va tractar d'enverinar al seu rival amb una tassa de xocolata. Chiaramonti, després d'haver-lo provat, no podia acabar-la car li semblava un sabor desagradable. Un germà llec, especialment unit al seu servei, se'l va veure, i de sobte va agafar el dolor més violent, va viure només 24 hores després del menjar fatal» Es pot dubtar de l'autenticitat d'aquesta anècdota.

## L'experiència pastoral

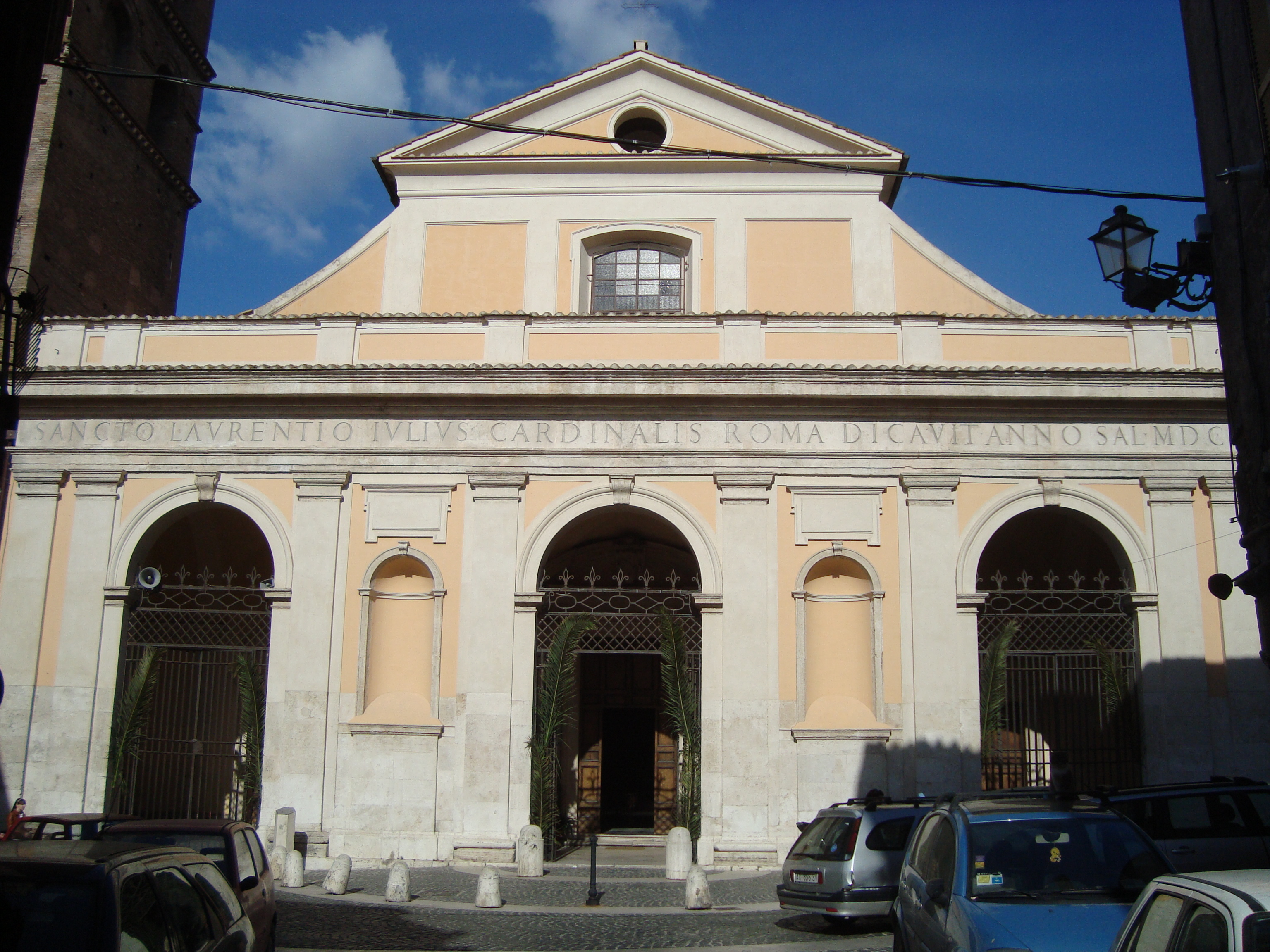
La façana de la catedral de Sant Llorenç de Tívoli.

No hi ha dubte, però, que el nomenament de Chiaramonti a l'Abadia de Sant Pau Extramurs no va ser ben rebuda per altres religiosos. Pius VI n'era conscient i, per assegurar la seva autoritat, va confiar-li altres llocs de responsabilitat. Així, li donà la responsabilitat de la diòcesi de Tívoli. El16 de desembre de 1782 va ser consagrat bisbe a la catedral de Sant Llorenç.
Tres anys més tard, quan tenia quaranta-dos anys, va ser creat cardenal en el consistori del 14 de febrer de 1785. Va rebre el capel i el títol cardenalici de cardenal prevere de San Callisto, el 27 de juny. Va ser nomenat bisbe d'Ímola, càrrec que ocuparia fins al 1816.
Al juny de 1796, la diòcesi d'Imola va ser envaïda per les tropes franceses d'Augereau. Chiaramonti va arribar a Roma el 1797 i es va situar al camp dels moderats i donar suport, per a disgust dels conservadors, l'establiment de negociacions que van conduir al Tractat de Tolentino. En una carta a la gent de la seva diòcesi, va demanar que se sotmetessin «en les actuals circumstàncies de canvi de govern […] a l'autoritat del victoriós general en cap de l'exèrcit francès.» Amb una gran audàcia, ell mateix va dir, a l'homilia de Nadal de 1797 que no hi ha oposició entre el catolicisme i la democràcia:
| « | 'Sí! Estimats germans meus, sigueu bons cristians, i sereu grans demòcrates. La forma de govern democràtica adoptat a casa nostra no està en oposició amb les màximes que acabo de descriure. No és contra l'Evangeli. Requereix, però, aquestes virtuts sublims que només es poden aprendre a l'escola de Crist. Si les practiqueu de debò, serà la garantia de la vostra felicitat, la i de la glòria i esplendor de la nostra República. L'única independència que va donar la vella forma de govern que van gaudir havia adornat amb una multitud de virtuts. Republicans i, d'altra banda, els cristians, el que els models de santedat no haurien de ser els ciutadans d'Imola! | » |

També va intercedir personalment amb el general Augereau per convèncer-lo d'estalviar els habitants de Lugo que no havien estat sensibles al seu consell pacífic. Aquesta política moderada evitaria molts contratemps a la diòcesi d'Imola, però no evitaria que la resta de l'Església Catòlica continués vivint moments dramàtics.
Davant la notícia de la mort del general Duphot, mort per la Gendarmeria Pontifícia a Roma. Duphot hi hauria fet activisme provocador al servei del Directori francès, per donar-li un pretext per a la intervenció als Estats Pontificis. El Directori ordenà, l'11 de gener de 1798, l'ocupació de Roma. Gaspard Monge partí el 6 de febrer a la Ciutat Eterna. La revolució, excitada de sota mà, no va esclatar fins al 15 de febrer i la República romana va ser proclamada pel poble (reunió de partidaris al Campo Vaccino).
Pius VI es veié obligat per primera vegada per la República Francesa a renunciar al seu poder temporal i a limitar els seus poders espirituals. Però després de molts disgustos, es veié obligat a abandonar Roma. Pius VI va esmunyir-se del Quirinal la nit del 19 al 20 de febrer de 1798. Després de la destitució de Masséna, Gaspard Monge ocupà tots els nomenaments (llevat les finances).
Pres a Siena i després a la cartoixa de Florència (juny de 1798), Pius VI va ser presoner de les tropes franceses. La seva deportació continuà successivament a Bolonya, Parma, Torí, Briançon, Grenoble i, finalment, Valença.

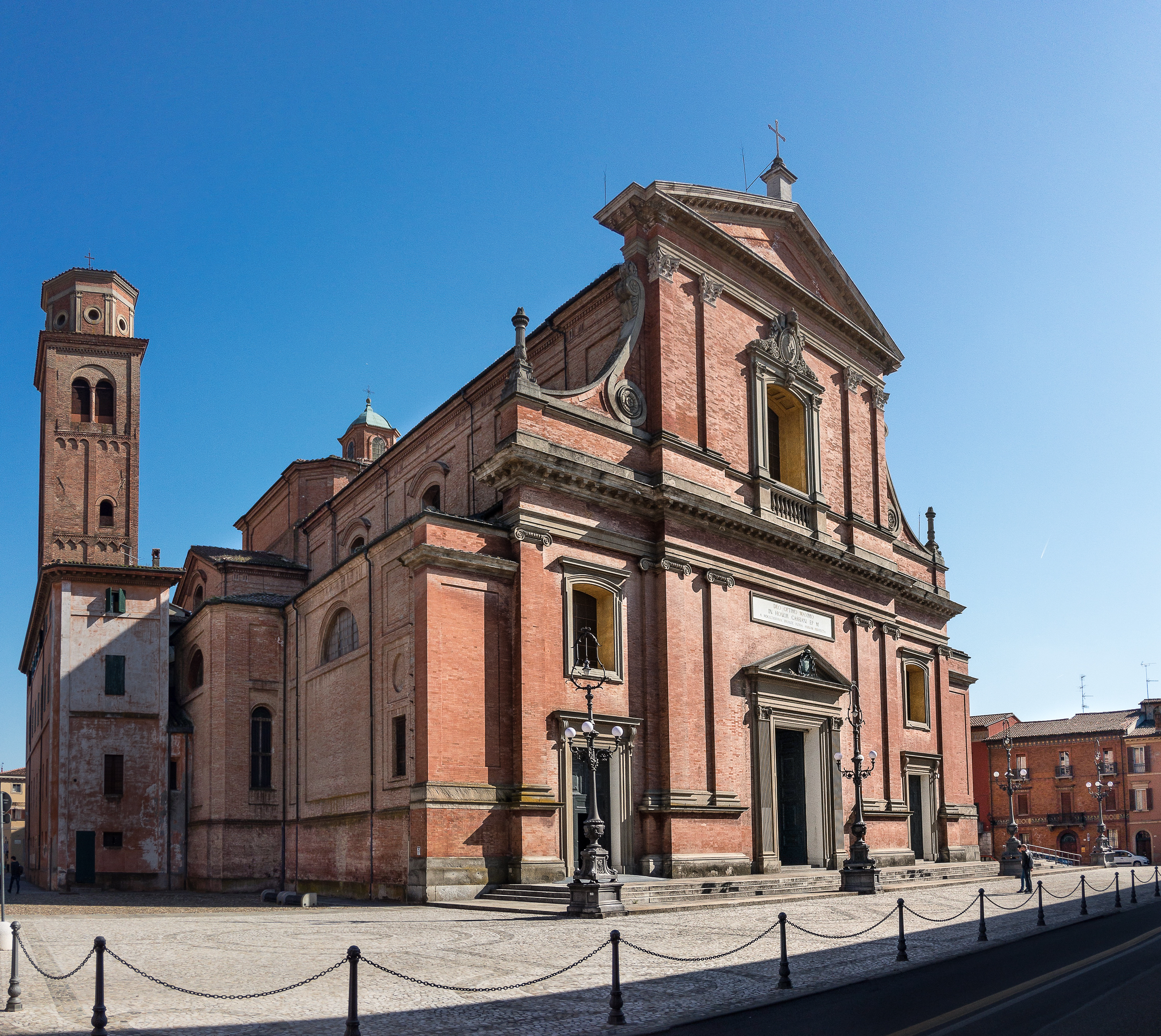
La Catedral d'Imola.

Tot i els trastorns que patí a França, l'octogenari Papa seguí rebent nombroses i commovedores mostres de respecte, de compassió i de comunió en la fe de les multituds de les ciutats i les campanyes franceses al llarg de la seva ruta entre Briançon i Valence, fent-se mereixedor del títol tradicional de «Pare comú dels fidels».
Aquell que havia estat anomenat il Papa bello, imponent i atractiu a l'inici del seu pontificat, afable i conreat, era gairebé un ancià indefens. A Valence va ser empresonat pel Directori de la Revolució Francesa, i va morir, esgotat per la tribulació, el 29 de d'agost de 1799 a l'edat de 82 anys. Alguns pensaven que la seva mort posaria fi al papat com a institució. No obstant això, el papa havia deixat les instruccions canòniques respecte a la celebració del conclave que seguiria a la seva mort.
Els Estats Pontificis, un símbol del poder temporal del papa, una institució que havia durat més de mil anys (d'ençà de la Donació de Pipí) van ser substituïts per la República romana, sota la pressió dels revolucionaris francesos abans de ser simplement annexada per Napoleó, el fill del qual portà el títol de rei de Roma.

## Pontificat

### El difícil conclave de 1800

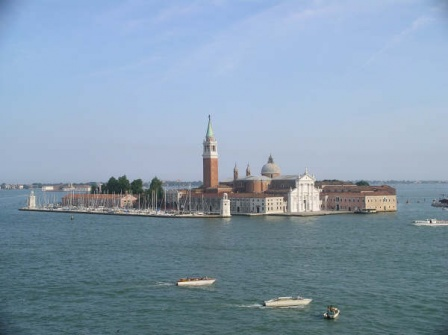
Illa i el monestir de Sant Giorgio, Venècia

En la Roma ocupada per les tropes franceses i on l'església ja no tenia cap poder temporal, els cardenals es trobaven en una posició difícil. Es van veure obligats a celebrar el conclave a Venècia, llavors sota el control d'Àustria. Va ser l'últim que se celebrà fora de Roma. Responien a dos ordres de Pius VI (17 de gener de 1797 i 13 de novembre de 1798) sobre què fer després de la seva mort. Davant el temor que el papat fos abolit, es va estipular que el conclave havia de ser convocat pel degà del Col·legi de Cardenals i que se celebrés a la ciutat que tenia, dins de la seva població, el major nombre de cardenals.
S'escollí el monestir benedictí de Sant Giorgio Maggiore (situat a l'illa de San Giorgio Maggiore). La ciutat de Venècia, així com altres ciutats del nord d'Itàlia, estaven sota el domini del sobirà del Sacre Imperi Romanogermànic, l'emperador Francesc II, qui es va comprometre a cobrir els costos del conclave. Chiaramonti gairebé no hi participa: havia gastat tot els seus ingressos per ajudar els pobres de la seva diòcesi, i no podia pagar-se el viatge. Un amic li va prestar mil escuts.
Tot i que el conclave s'inicià el 30 de novembre de 1799, els cardenals no van poder determinar els tres candidats favorits fins al març de 1800. Trenta-quatre cardenals estaven presents des del principi (el nombre més baix entre 1513 i avui dia). Un trenta-cinquè aviat s'uniria a ells: Franziskus von Paula Herzan von Harras, qui també va ser el representant de l'emperador romanogermànic i va haver d'utilitzar dues vegades el seu veto.
Ercole Consalvi va ser elegit per unanimitat com a secretari del conclave. Va fer-se una figura clau per a l'elecció del nou papa. Carlo Bellisomi era el favorit i va gaudir d'una gran quantitat de suports, però els cardenals austríacs preferien Mattei i van usar el seu veto. El conclave després es va tombar cap a un tercer candidat possible: el cardenal Hyacinthe-Sigismond Gerdil, però també va ser víctima del veto d'Àustria.
Mentre que el conclave entrava en el seu tercer mes, el cardenal Maury, neutre des del començament, suggerí el nom de Chiaramonti, que va anunciar que no era en absolut un candidat (i que va ser de nou proposat pel seu amic). Va ser a la insistència d'Ercole Consalvi que finalment va acceptar i va ser elegit el 14 de març de 1800, després de 104 dies de conclave i 227 dies després de la mort de Pius VI (la vacant més llarga entre 1415 i l'actualitat). Va prendre el nom de Pius VII en honor del seu predecessor, anomenat el «papa màrtir». Immediatament després del seu retorn a Roma, va nomenar Consalvi cardenal i pro-secretari d'Estat (l'11 d'agost de 1800). Durant vint-i-tres anys, malgrat tots els contratemps, Consalvi romangué fidel a qui l'havia nomenat. Va assistir Pius VII en els seus últims moments, el 20 d'agost de 1823.
Els austríacs van prendre nota de l'elecció sense cap entusiasme (car el seu candidat no havia estat finalment elegit) i es van negar que el nou papa fos coronat a la basílica de Sant Marc de Venècia. Per tant, el papa va declinar la invitació de l'emperador Francesc I i es va negar a anar a Viena. Va ser coronat el 21 de març de 1800 a una petita capella annexa al monestir de Sant Giorgio. Com que les robes i les insígnies pontifícies encara es trobaven a Roma, van ser les dones nobles de Venècia que van fer una tiara de paper maixé que van decorar amb les seves pròpies joies i que va servir per a la coronació.

### La restauració dels Estats Pontificis

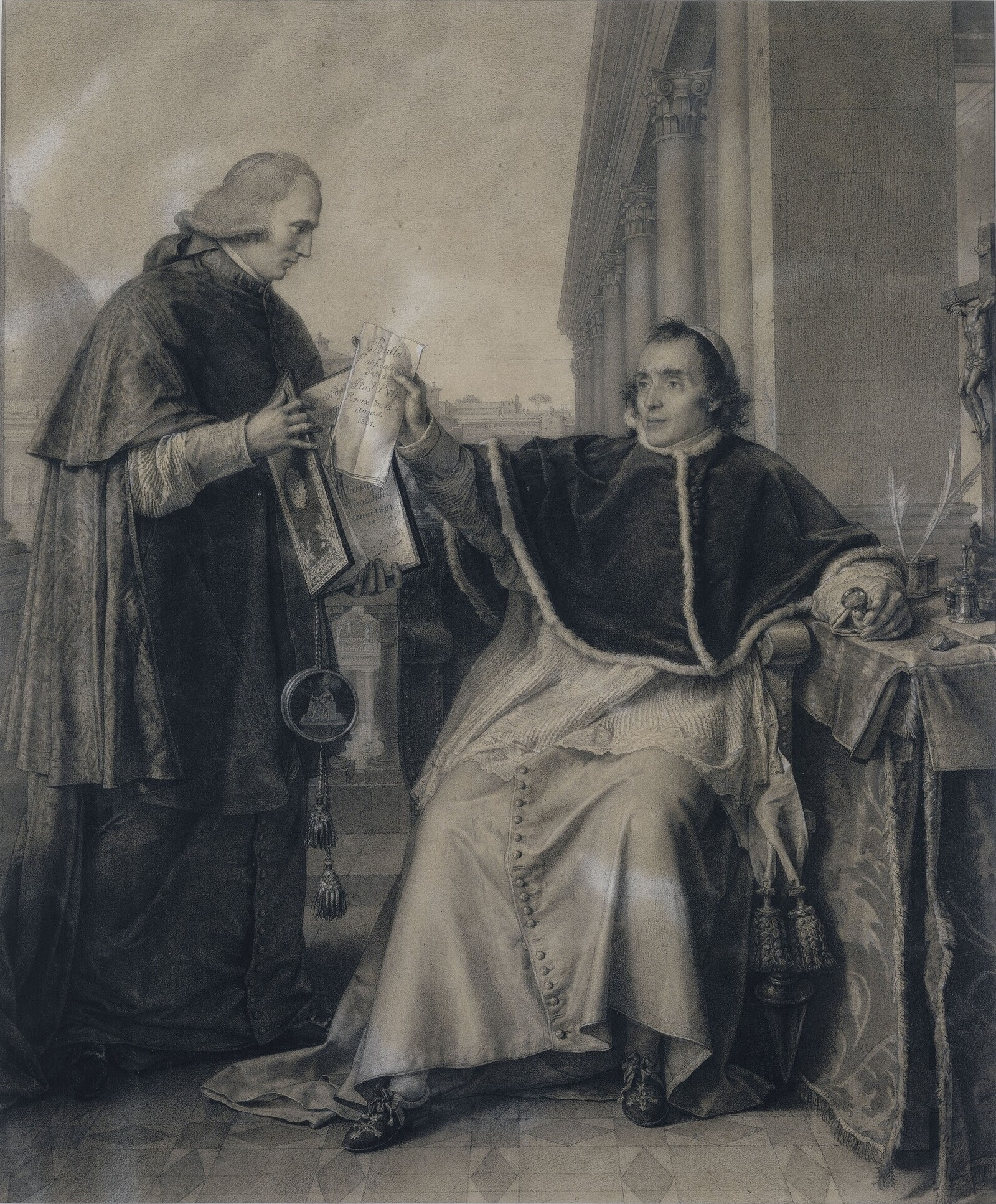
Signatura del Concordat entre Pius VII i França

A la batalla de Marengo, el14 de juny de 1800, França va arrencar el nord d'Itàlia a Àustria. El papa, encara a Venècia, és, doncs, de cop i volta sota l'autoritat francesa. No és desconegut per a Napoleó que havia qualificat el seu discurs de Nadal de 1797 a Imola com de «jacobí». Bonaparte va decidir reconèixer el nou papa i restaurar els Estats Pontificis dins dels límits del Tractat de Tolentino.
Pius VII es dirigí a Roma, on la població l'acollí amb satisfacció el 3 de juliol de 1800. Davant la por de nous conflictes, va decretar que els futurs Estats Pontificis romanguessin neutrals tant amb la Itàlia napoleònica al Nord i el Regne de Nàpols, al sud.
Pius VII trobà la seva capital greument desestabilitzada per les guerres revolucionàries. Li va demanar al cardenal Consalvi, el seu secretari d'Estat, per fer front a la restauració de Roma i la modernització de les estructures administratives dels Estats Pontificis. Es va envoltar de prelats reformadors i va amnistiar els partidaris dels francesos. Formà quatre congregacions cardenalícies per examinar la reforma de l'Estat.
El seu treball es resumeix en la butlla Post diuturnas del 30 de d'octubre de 1800: les institucions de Pius VI van ser recuperades, si bé reformades. Per tant, els funcionaris seculars van poder entrar a l'administració papal, particularment a la l'annona o a l'exèrcit. Un breu establí la llibertat de comerç dels aliments. Una reforma monetària intentà, el 1801, limitar la inflació. Aquesta va ser seguida per una reforma fiscal, que fongué 32 impostos i taxes en una talla i recuperà la dativa. Pius VII va fer drenar les llacunes Pontines per ampliar l'àrea de terra cultivable i va fer posar filatures de llana i cotó per donar treball als pobres. Aquestes reformes es van trobar amb la resistència del Col·legi de Cardenals i bisbes. Tot i la creació de la Guàrdia Noble, la noblesa romana restà insatisfeta. Quan Consalvi hagué d'abandonar el seu càrrec el 1806 (va ser ell mateix que, convençut de ser un obstacle per a les negociacions amb França, suggerí a Pius VII que el reemplacés), les seves audaces polítiques van ser oblidades.
El 15 de juliol, França reconegué oficialment el catolicisme com la religió de la majoria dels seus ciutadans (però no com a religió d'Estat). Pel Concordat de 1801, l'Església rebé un estat de llibertat en relació amb la Constitució Gal·licana del clergat. El Concordat també reconeixia els Estats Pontificis i restaurava el que havia estat confiscat o venut durant la seva ocupació. En virtut de l'acord de 1801, a petició del cap d'Estat francès, el papa deposà tots els bisbes francesos nomenats sota la Constitució Civil del Clergat. Va ser el final dels principis de l'Església gal·licana, i el reconeixement, implícit, de la primacia de la jurisdicció papal. Alguns bisbes i sacerdots refractaris, d'esperit gal·licà, es negaren a sotmetre's i van fundar la Petite Église. El 1803, la Restauració dels Estats Pontificis va ser formalitzada pel Tractat de Lunéville.

### Davant Napoleó

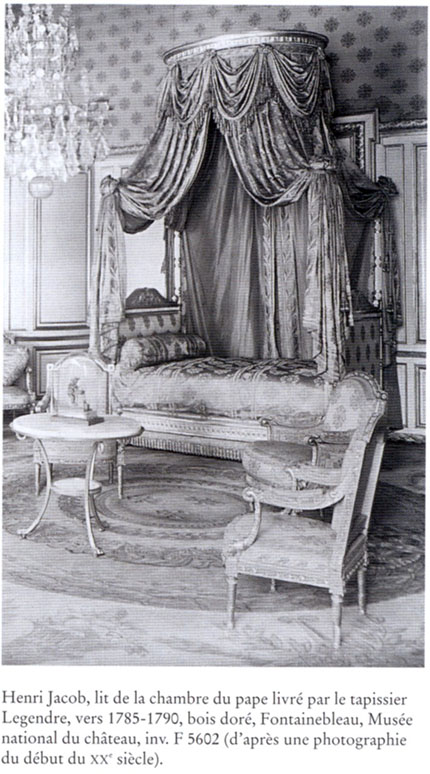
Cambra del Papa Pius VII a Fontainebleau

Pius VII va ratificar el concordat mitjançant butlla del 14 d'agost de 1801, nomenant cinc cardenals francesos, escrivint als titulars dels bisbats francesos a renunciar a les seves seus, enviat com a llegat a latere el cardenal Giovanni Battista Caprara com a responsable de la restauració del culte a França. Va obtenir per ordre del primer cònsol, la restitució antic ducat de Benevent i de Pontecorvo.
En ratificar el 15 d'agost de 1801 el concordat, el Papa Pius VII s'insinua en el camí de la relativa normalització de les relacions entre la Santa Seu i la Primera República Francesa. No obstant això, la promulgació de 77 articles orgànics, el 18 de d'abril de 1802 tendia a fer de l'Església de França una església nacional, tant independent com fos possible de Roma, i amb subjecció al poder civil. Aquests articles incloïen que «els papes no poden deposar el sobirà o perdre els seus súbdits del jurament d'obligació, que les decisions dels concilis ecumènics prevalen sobre les decisions papals, el papa ha de respectar la pràctica nacional, que finalment no té cap infal·libilitat». Per tant, el gal·licanisme es restaurà parcialment, però el papa no volia acceptar la subordinació de l'Església de França a l'Estat. El ministre de Cultes havia de donar el seu acord amb la publicació de les butlles i concilis. La reunió dels sínodes diocesans i seminaris també estaven subjectes a la seva aprovació. Finalment, el clergat es convertia en un cos de funcionaris, i els sacerdots cobrarien els seus salaris de l'estat.

La coronació imperial: «El Papa sempre té l'aire d'una víctima resignada, però va renunciar noblement», va escriure la senyora de Rémusat.

Per aconseguir l'aixecament dels articles orgànics Pius VII acceptà, en contra del consell de la Cúria Pontifícia, consagrar Napoleó Bonaparte com a emperador dels francesos a la catedral de Notre-Dame de París el 2 de desembre de 1804. El papa només el va ungir amb els olis sagrats i va ser l'emperador qui es va posar la corona ell mateix, segurament perquè no volia repetir les condicions humiliants a què pensava que s'havia vist obligat Carlemany en ser coronat mil anys enrere. Finalment, el Pius VII va tornar a Roma sense haver tingut èxit. Aquests articles orgànics mai no van ser acceptats per l'Església Catòlica.
Les relacions ja tenses entre l'Església i el Primer Imperi encara es deteriorarien més quan Pius VII es va negar a concedir el divorci entre Jérôme Bonaparte i Elizabeth Patterson el 1805. L'emperador va reprendre la seva política expansionista, va prendre el control d'Ancona, de Pontecorvo, de Benevent i de Nàpols després de la batalla d'Austerlitz, i va nomenar el seu germà Josep Bonaparte el nou monarca de la regió, amb el títol de rei de Roma.
Les hostilitats s'intensificaren entre l'emperador i Pius VII: L'emperador volia incloure els Estats Pontificis en la seva aliança continental contra Anglaterra: «Vostra Santedat és sobirà de Roma, però jo sóc l'emperador; tots els meus enemics han de ser els vostres», li va escriure el 13 de febrer de 1806. Però Pius es va negar a unir-se al bloqueig continental, tenint en compte que el seu càrrec de pastor universal imposà la neutralitat. La repressió imperial va ser immediata i creixent: els Estats Pontificis aviat es van reduir a l'Herència de Sant Pere (1806-1808). Pius va ser obligat a rellevar el cardenal Ercole Consalvi de les seves funcions de secretari d'Estat, Roma va ser ocupada militarment (2 de febrer de 1808); els Estats Pontificis van ser annexats a l'Imperi (17 de maig de 1809); Pius respongué, el 10 de juny de 1809, mitjançant una butlla d'excomunió Quum memoranda en què criticava els «lladres de l'herència de Pere, usurpadors, traficants, consellers, executors», elaborant nous rigors.
La nit del 5 al 6 de juliol, el general Étienne Radet, ajudat per un miler d'homes, policies, soldats o reclutes de la Guàrdia Cívica de Roma, va fer ocupar les escales del Palau del Quirinal, on el Papa va quedar bloquejat. Les finestres i les portes interiors van ser forçades. Va arribar, seguit pels seus homes fins a la cambra immediatament anterior a l'habitació del Papa. Aquesta estava oberta a ell per ordre de Sa Santedat, que s'havia aixecat pel soroll i portava la seva roba de carrer.

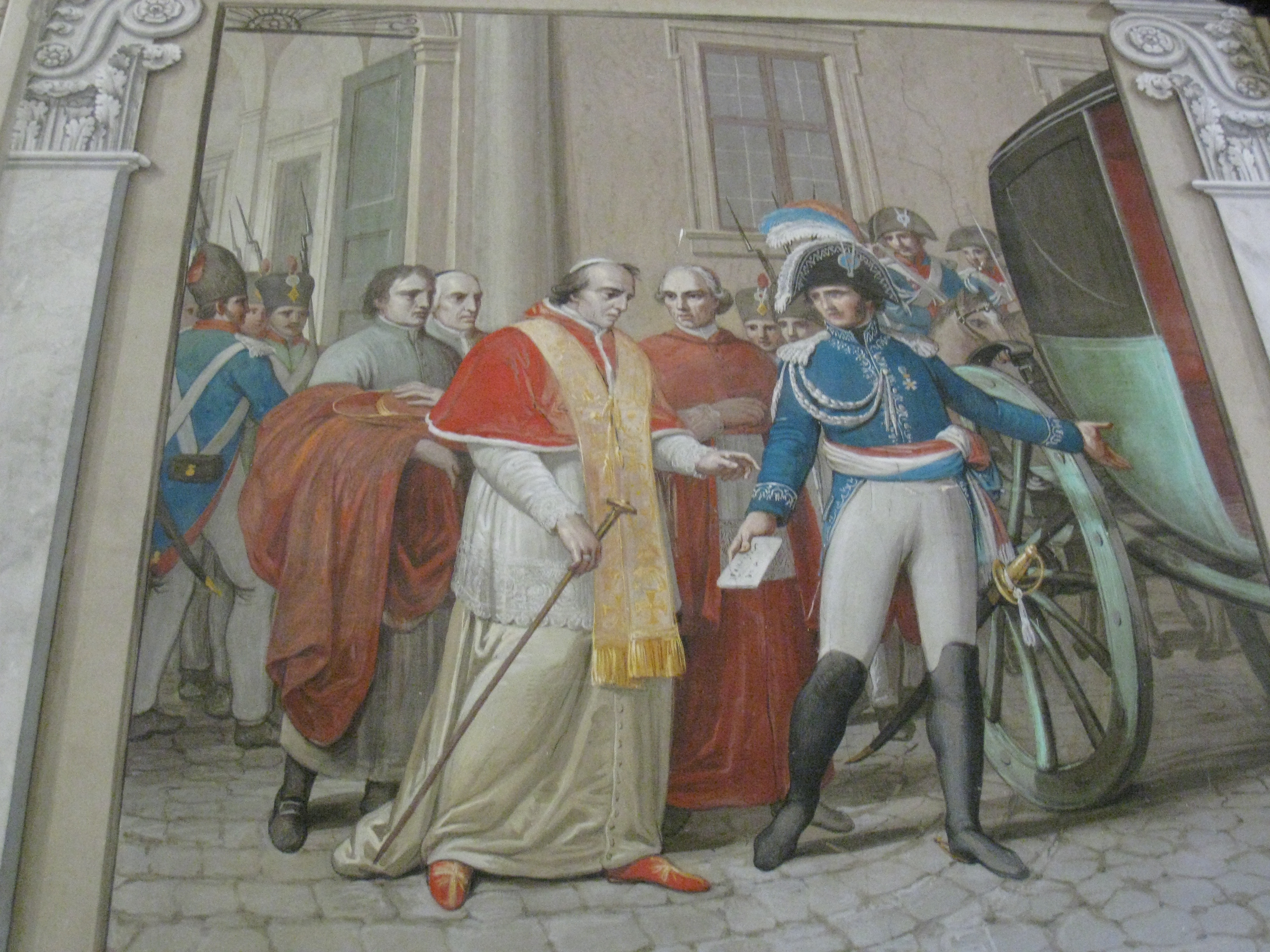
La detenció de Pius VII

Va sopar. Després d'escoltar-lo, el Papa només va respondre aquests mots: «Senyor, un governant que per viure no li cal més que un escut al dia no és un home que es deixa intimidar fàcilment.» Radet reiterà la seva sol·licitud i Pius va replicar aquestes famoses paraules: «Non possiamo, non dobbiamo, non vogliamo» (No podem, no devem, no volem). En la seva negativa formal per renunciar a la sobirania temporal dels Estats Pontificis, el general Radet se l'emportà del Quirinal, conjuntament amb el cardenal Bartolomeo Pacca, el seu secretari d'Estat. Davant la força, Pius va refusar el palau de braç que li oferí Radet. Va pujar a un carruatge escortat per gendarmes i fet presoner a la cartoixa de Florència, després a Alexandrie i Grenoble. Després es va dur a Savona, on va quedar presoner fins a juny de 1812. El seu carceller és Antoine Brignole-Sale, prefecte de Montenotte, un aristòcrata genovès d'una antiga família a la qual el pontífex marcarà molts atenció; compleix amb la tasca d'obtenir elogis de l'emperador i conservar l'amistat del papa que llavors li dona el sobrenom de «el meu bon carceller». Pius VII el visità després del final de l'era napoleònica en la seva sumptuosa villa Brignole-Sale de Voltri. No volent-se convertir-se en un simple alt funcionari de l'Estat francès, es negà a tocar els dos milions de rendes que li assegurava el decret pel qual Roma va ser annexada a l'imperi. Declara novament contra la conducta de Napoleó i continua negant a donar la institució canònica als bisbes nomenats per l'emperador. Abans de sortir del Quirinal, va ordenar destruir el seu anell del pescador perquè cap usurpador no el pogués utilitzar sense el seu coneixement. Aquesta ha estat l'única ocasió on l'anell ha estat destruït en vida d'un papa encara regnant.
Mentrestant, l'emperador havia cridat a París tretze cardenals per assistir al seu matrimoni amb Maria Lluïsa d'Àustria i després d'haver estat rebutjat, va signar l'ordre del seu exili i li assignà residències separades. Profundament irritat en no haver obtingut res del papa per a assumptes eclesiàstics, va decidir prescindir-ne en convocar a París un concili nacional (1811) i va prohibir a Pius VII comunicar-se amb els bisbes de l'Imperi, l'amenaça amb deposar-lo i l'envia a Savona, per arrabassar un suport als actes d'aquest concili, una delegació de bisbes, que rep amb gran severitat i no pot obtenir res del papa.
El 1812, abans de sortir cap a la seva desastrosa campanya de Rússia, Napoleó va fer traslladar en secret Pius a Fontainebleau. El 12 de juny de 1812 el metge Balthazard Claraz salvà la vida de Pius, quan, malalt i esgotat, havent rebut els últims sagraments a l'Hospici de Pas del Mont Cenis durant el seu trasllat des de Savona a Fontainebleau.
El 20 de juny de 1812 Pius arribà a Fontainebleau. Claraz l'assistí durant els dos primers mesos de la seva captivitat, com un cirurgià. El pontífex romangué allà tancat durant els dinou mesos que durà la deportació. Des del 20 de juny de 1812 al 23 de gener de 1814 mai no va sortir del seu apartament. Durant aquests mesos, Pius anomenà Napoleó «el meu estimat fill», i afegia, «un fill una mica tossut, sinó fill de totes maneres», la qual cosa confonia l'emperador.

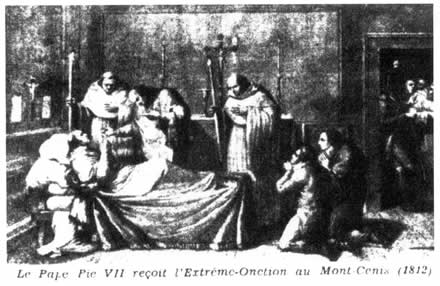
El Papa Pius VII va rebre l'extremunció al Coll Cenis

Superat per l'obstinació de l'emperador i per l'obsessió d'alguns cardenals, el desafortunat pontífex es comprometé a signar el 25 de gener de 1813 el Concordat de Fontainebleau (1813), pel qual va abdicar la seva sobirania temporal, part de la seva autoritat espiritual i estava d'acord en residir a França (Napoleó havia planejat instal·lar la residència a l'Île de la Cité, a París). No obstant això, amb el suport dels cardenals Consalvi i Pacca, es va recompondre i formalment es va retractar poc després, el 24 de març de 1813, en argumentar que havia signat sota estrès psicològic. El papa immediatament va tornar a ser tractat com un presoner. Napoleó llavors va començar el contacte directe amb el pres, alternant els afalacs i amb les amenaces. En resposta, el pontífex, observador, i que va identificar ara bé el seu joc, va respondre només: «Commediante… Tragediante…» (Comediant… tràgic…).
El 19 de gener de 1814 Napoleó, forçat per la situació política més difícil a Europa, restaurà el papa els seus estats. El 23 de gener, Pius VII va abandonar el castell de Fontainebleau i els cardenals van ser alliberats, o bé estaven exiliats a diverses ciutats franceses fins a la caiguda de l'imperi. Pius VII va travessar França, on per tot el camí les gents de viles i camps omplien els costats del camí i s'agenollaven en passar. Després d'una breu estada a Savona, després de parades en Niça i a Bolonya, va tornar triomfalment a Roma el 24 de maig de 1814, on els joves romans deslligaren els cavalls del seu cotxe i portaren el seu cotxe sobre les seves espatlles fins a la basílica de Sant Pere. Pius VII ràpidament restaurà el cardenal Consalvi com a secretari d'Estat, càrrec que havia hagut d'abandonar el 1806 sota la pressió de Napoleó. Lliure d'actuar, ràpidament va restaurar la Companyia de Jesús (31 de juliol de 1814). La seva actitud de gran dignitat i la resistència pacífica i decidida contra el monarca més poderós i dictador d'Europa li va valer un immens prestigi entre les nacions a tot Europa, incloses les protestants i els ortodoxos russos.
No obstant això, va haver d'abandonar de nou la ciutat per refugiar-se a Viterbo i a Gènova, quan Murat, rei de Nàpols, va envair els Estats Pontificis durant la campanya del govern dels cent dies. Pius VII, finalment, va poder tornar al seu Palau del Quirinal el 22 de juny de 1815. Va ser el darrer papa fins a Joan Pau II que trepitjà sòl francès.

### La restauració de la Companyia de Jesús

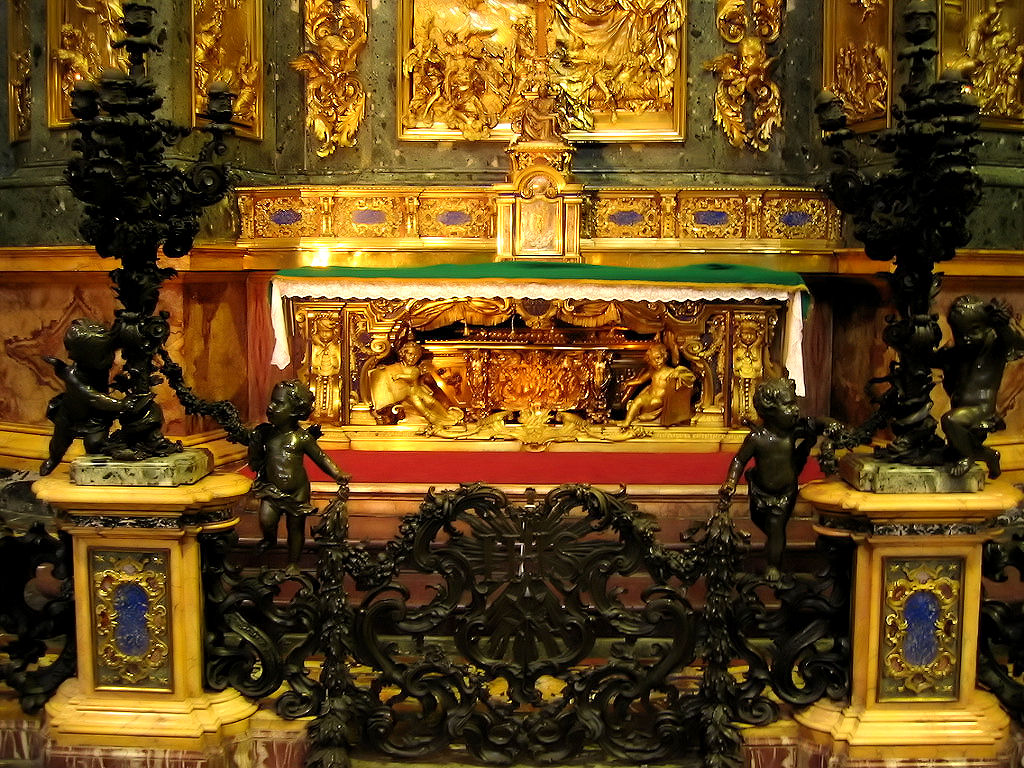
La tomba de Sant Ignasi al Gesù a Roma.

El 1773, la Companyia de Jesús va ser suprimida pel papa Climent XIV mitjançant el breu Dominus ac Redemptor del 21 de juliol de 1773, promulgat el 16 d'agost.
La decisió del Papa va ser aplicada als països tradicionalment catòlics, però en altres, sobretot Prússia i Rússia, el breu no va ser emès, els sobirans s'hi oposaren, no tant per la preocupació religiosa com pel desig de no veure's privats de l'educació moderna donada pels jesuïtes a les escoles situades al seu territori. A principi del segle xix la situació política a Europa havia canviat per complet. Moltes sol·licituds van ser enviades al Pius VI primer, i a Pius VII a continuació, exigint la restauració dels jesuïtes.
El 7 de març de 1801 —poc després de la seva elecció— Pius VII va emetre el breu Catholicae fidei, en què aprova l'existència de la Companyia de Jesús a Rússia i nomena el Vicari Temporal, Franciszek Kareu, Superior General de la Companyia de Jesús a Rússia. Aquest va ser el primer pas cap a la restauració de l'orde religiós. Tretze anys més tard, finalment lliure dels seus moviments i decisions, Pius signà la butlla Sollicitudo omnium ecclesiarum, en què restaura universalment la Companyia de Jesús (31 de juliol de 1814).
Signada el dia de la festa de Sant Ignasi, la butlla es promulgà el 7 d'agost de 1814. Per a aquesta ocasió Pius VII va celebrar la missa a l'altar de Sant Ignasi a l'Església del Gesù a Roma, que es troba per sobre de la tomba del fundador dels jesuïtes. A continuació va fer llegir la butlla que restaurava l'ordre a tot el món i personalment abraçà un centenar d'antics jesuïtes, supervivents de l'antiga Companyia. Alhora, es confirmà Tadeusz Brzozowski, superior a Rússia, com a Superior general de la Companyia.

### La lluita contra l'esclavatge

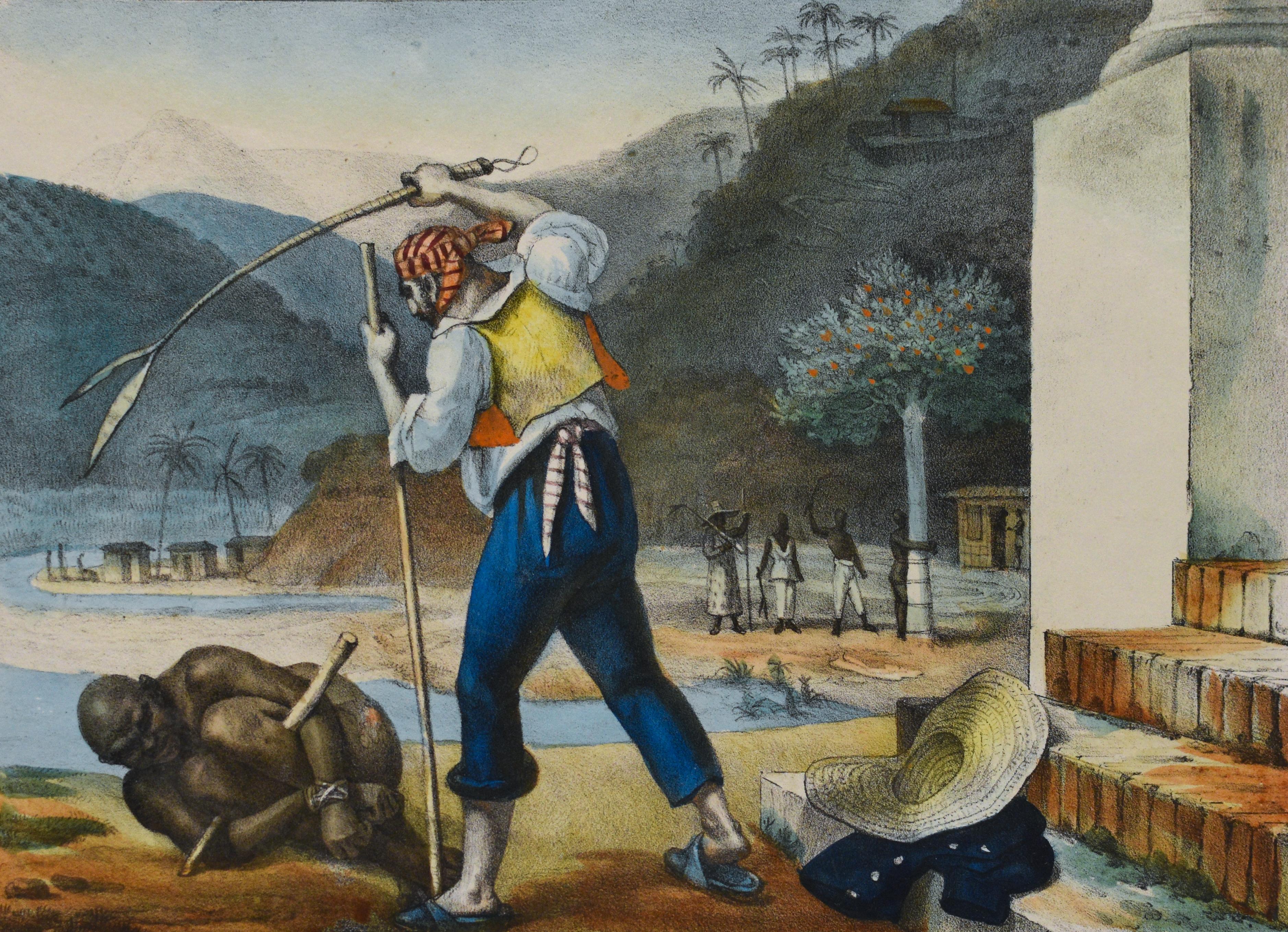
"L'esclavitud al Brasil" per Jean-Baptiste Debret (1768-1848).

Tornat a Roma el 1814 Pius VII, amb l'ajuda del cardenal Consalvi, renovà les relacions diplomàtiques amb totes les nacions europees. Mantingué una correspondència regular amb els caps d'estat europeus. Una de les seves preocupacions era l'abolició de l'esclavitud. El que ha viscut durant cinc anys de privació de llibertat i d'humiliació el va fer particularment sensible a aquest tema.
En una carta del 20 de setembre de 1814 al rei de França va escriure: «Per a posar-nos dins del sentit de l'obligació moral, la consciència religiosa ens empeny allà; és veritat que condemno i reprovo aquest comerç menyspreable per la qual els negres, no com a homes, sinó simplement com a éssers vius, són capturats, comprats, venuts i espremuts fins a la mort per un treball molt dur per una vida desgraciada.» En la mateixa carta prohibia a «tots els eclesiàstics i laics que donessin suport, ja que permet el tràfic d'esclaus, sota cap pretext o color que sigui.»
Va ser convidat al Congrés de Viena el febrer de 1815, on envià com a representant el cardenal Consalvi, qui contribuí a garantir que totes les potències es comprometessin a unir esforços per aconseguir «una total i definitiva abolició d'un comerç odiós i altament condemnat per les lleis de la religió i les lleis de la natura.»
Va escriure diverses cartes sobre el tema als reis d'Espanya, Portugal i Brasil, gairebé sense ser escoltat. D'aquesta manera, el 1823, va escriure al rei de Portugal: «El Papa lamenta que el comerç de negres, que pensava que s'havia aturat, se segueix practicant en algunes regions i encara més cruelment. Prega i suplica al rei de Portugal que implementi tota la seva autoritat i saviesa per arrencar aquesta vergonya impia i abominable.» Els seus successors immediats van ser menys actius en aquest àmbit; no va ser fins 1839 quan Gregori XVI manifestà de nou aquesta ferma convicció.

### En els últims anys
Des de la caiguda de Napoleó, Pius renovà les relacions diplomàtiques amb tots els sobirans europeus i ensenyà personalment el perdó. Segons va escriure l'historiador Marc Nadaux:
| « | Diversos governants visitaren el Papa de Roma: l'emperador d'Àustria el 1819, el rei de Nàpols el 1821 i el rei de Prússia el 1822. Això donà a Pius VII l'estatus d'interlocutor amb les potències europees que sorgiren de la restauració. El pontífex, en la seva gran bondat, fins i tot donà hospitalitat a la família Bonaparte, Madame Mère, la mare de l'emperador a l'exili, els seus germans Lucien i Louis i el seu oncle, el cardenal Fesch. Va intervenir també davant de les autoritats britàniques perquè les condicions de captivitat de Napoleó fossin més lleus. Pius VII aviat li envia un capellà el sacerdot Vignali. | » |

La darrera frase de la seva carta al govern britànic que busca la clemència val la pena citar: «No pot ser un perill per a ningú. No voldríem que es convertís en una font de remordiment.»
El 6 d'octubre de 1822, una butlla papal restaurà trenta diòcesis a França. Va ser després de llargues negociacions amb el govern de Luis XVIII que Pius VII va accedir a restaurar 30 diòcesis suprimides mitjançant la Constitució civil del clergat durant la Revolució francesa.
Pel que fa a la política interna dels Estats Pontificis, en tornar a Roma el 1814 fins 1823, Pius es mantingué fidel a les reformes liberals d'inspiració francesa que es van posar en marxa de l'any 1800 a 1809. Es van abolir els privilegis de la noblesa a les ciutats papals, va promulgar un nou codi civil i penal, reorganitzà l'educació i sanejà les finances. Mentrestant, va concloure concordats amb França, Baviera i Sardenya (1817), Prússia (1821) i Hannover (1823). Després de la restauració Pius VII va erigir-se conservador, autoritari i antiliberal, influenciat per l'Europa de l'època.

### Acció teològica i doctrinal

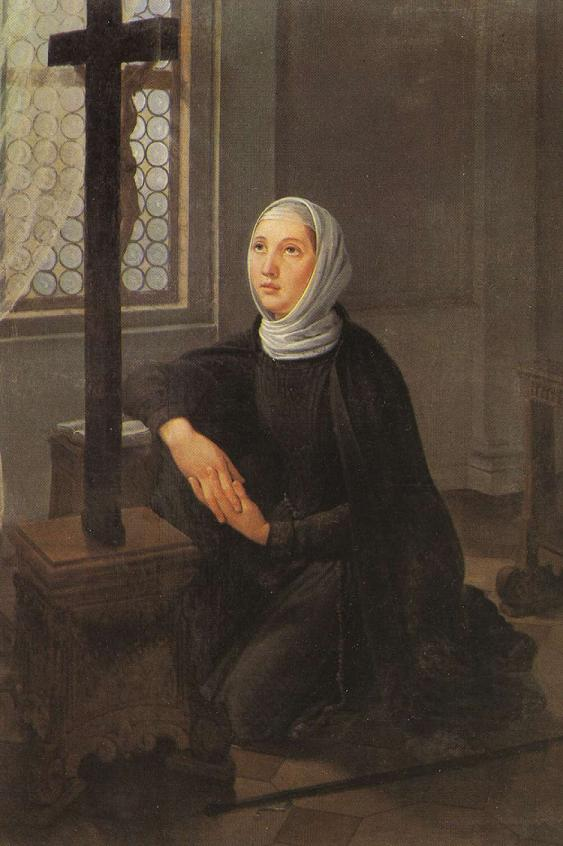
Santa Angela Mérici. pintor anònim del segle XVII

Molt ocupat amb les qüestions polítiques d'una època turbulenta, Pius VII no va estar molt actiu en el camp doctrinal. És de poca importància teològica en la història de l'Església, encara que va ser el primer a ratificar una forma de separació entre l'Església i l'Estat, una important ruptura politicoreligiosa en la història del catolicisme, en la seva etapa posterior a Constantí.
El 15 de maig de 1800, just després de la seva elecció, envià una carta encíclica als fidels catòlics, Diu Satis, on advocava per un retorn als valors de l'Evangeli.
En el camp litúrgic, el 1801 concedí una indulgència apostòlica a les lloances en reparació a les blasfèmies, recitades pels catòlics durant la benedicció del Sant Sagrament. El 1814, la festa de la Verge dels Dolors (15 de setembre), quedà universalitzada. A més, s'introduí una festa en honor de la 'Verge auxiliadora' sota el títol de Nostra Senyora Auxiliadora, fixada a perpetuïtat el 24 de maig, aniversari del seu reeixit retorn a la ciutat de Roma. Pius VII beatificà Francesc De Geronimo el 1806, un altre gest a favor dels jesuïtes, i Peregrino de Falerone el 1821; i canonitzà Àngela Merici (1807) i Francesco Caracciolo (1807).
En la seva encíclica Ecclesiam a Jesu Christo (13 de setembre de 1821) condemnà la francmaçoneria i el moviment del carbonarisme, una societat secreta de demandes liberals. Va reorganitzar la Congregació per a la Propagació de la Fe que durant els segles xix i xx jugaria un paper crucial en l'esforç missioner de l'Església. El 1822 va ordenar al Sant Ofici que donés el seu imprimatur a les obres de Canon Settele o les teories de Copèrnic es presenten com un èxit de la física i no com una hipòtesi.
Així mateix, establí diverses diòcesis a una nova Nació: els Estats Units. Després de la diòcesi de Baltimore, primera diòcesi catòlica dels Estats Units, erigida el 1795 per Pius VI, es crearen el 1808 les diòcesis de Boston, Nova York, Filadèlfia i Bardstown. Pius VII encara van afegir el 1821 les diòcesis de Charleston i Richmond i en 1821 la de Cincinnati.
Va ser l'últim papa a residir al Palau del Quirinal. El seu successor, Lleó XII va passar a residir al Palau Vaticà.

## Tasca cultural i educativa

El Coliseu

Home molt culte, Pius VII es distingí pel seu continu esforç per embellir Roma i salvaguardar el seu passat.
El 1802 es va autoritzar a les excavacions arqueològiques del port d'Òstia. Això revelà un notable conjunt de ruïnes: camí d'accés vorejat de tombes, carrers, thermopolium, botigues, banys, palestra, casernes de guàrdia, teatre, fòrum, basílica, cúria, mercats, santuaris, temple Capitolí. També va fer excavar al voltant del llac Trajà.
A Roma, el 1807, va fer emprendre grans obres de contenció, construcció de parets de maó i arcbotants per salvar el Coliseu que amenaçava ruïna. Va fer adaptar l'entorn de l'Arc de Constantí i va construir la font de Monte-Cavallo. La Piazza del Popolo va ser reacondicionada i s'erigí l'obelisc del mont Pincius.
Sota el regnat de Pius VII, Roma es convertí en el lloc de reunió dels principals artistes que dona suport a la creació artística. Cal esmentar el venecià Canova, el danès Bertel Thorvaldsen (tot i ser protestant), el austríac Führich i alemanys Overbeck, Pforr, Schadow i Cornelius. Va enriquir la biblioteca del Vaticà amb nombrosos manuscrits i volums impresos. Es van tornar a obrir els col·legis Anglès, Escocès i Alemanyes i es crearen noves càtedres a la Universitat Gregoriana.
També va construir noves sales al Museu del Vaticà i va construir la part anomenada Braccio Nuovo, inaugurat el 1822 i més tard va ser nomenat «museu Chiaramonti» en honor del seu instigador. Aquest museu conté estàtues romanes i còpies d'estàtues gregues antigues; i el sòl està cobert amb mosaics.
Finalment va adoptar la bandera groga i blanca que segueix sent la de la Santa Seu.

## Mort, sepultura i veneració

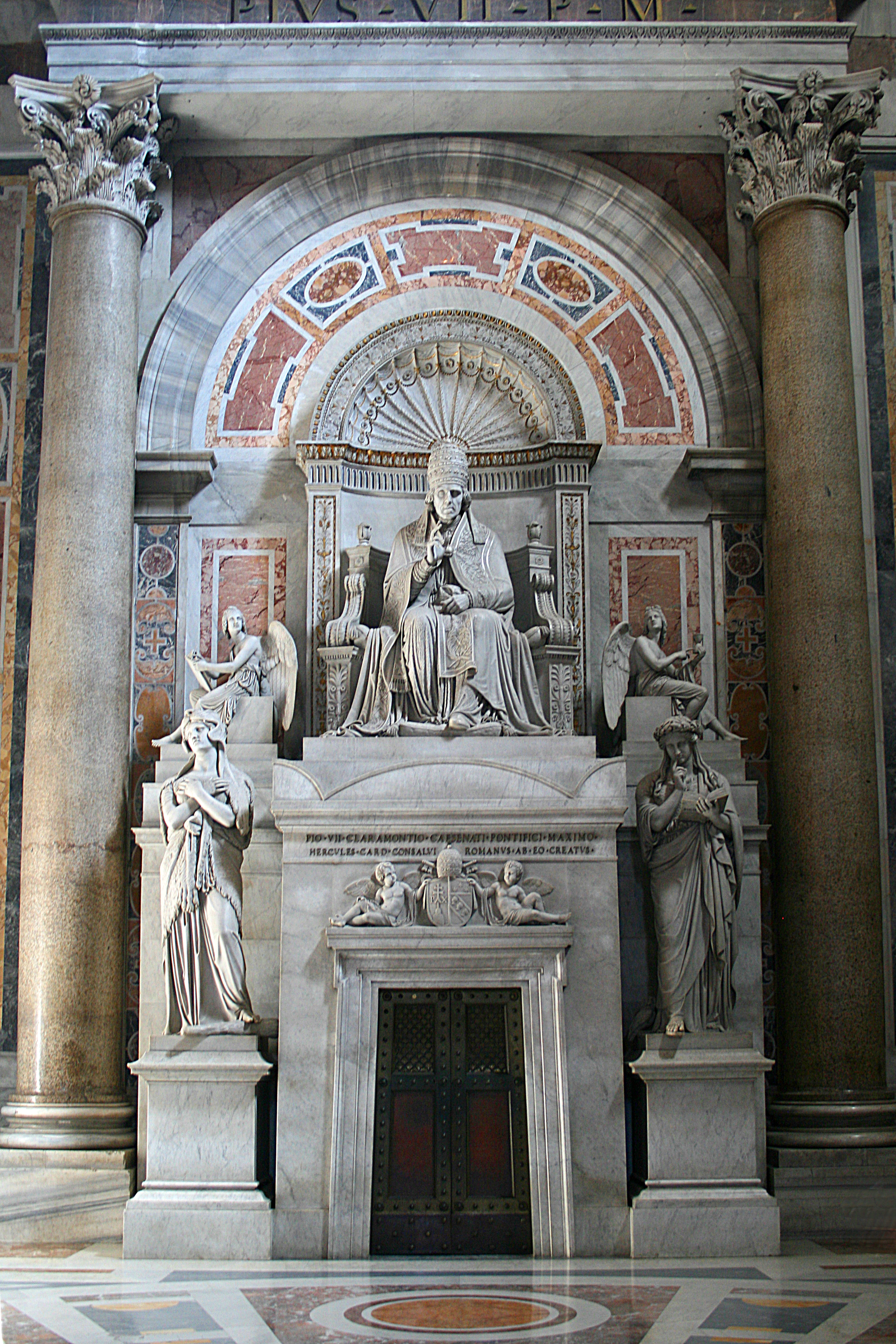
Sepucre de Pius VII per Thorvaldsen, situat a la capella Clementina de la basílica de Sant Pere

Afeblit per l'edat, Pius VII es movia cada vegada amb més dificultats. El 6 de juliol de 1823 va complir vuitanta-un anys, i com de costum va fer un lent passeig pels jardins interiors del palau del Quirinale. En la nit del 6, catorze anys des de l'endemà del seu segrest pel general Radet i l'exèrcit francès, Pius VII, que romania sol a la seva oficina, tot i les recomanacions del seu Secretaria d'Estat, el cardenal Consalvi, tractà d'aixecar-se de la cadira recolzant-se en el seu escriptori. Havien posat al darrere un cordó a la paret, es va agafar a posar-se dempeus; però la seva mà debilitat va agafar el cable equivocat, que se li va escapar dels dits. Perdent l'equilibri, va caure i es va fracturar el coll del fèmur esquerre. El gran crit que llançà va empènyer als camarlencs secrets i prelats domèstics van córrer des de les habitacions adjacents. Pius VII va caure en un llit i mai va tornar a aixecar-se, recolzat pel poble romà, que mai va deixar de vetllar sota de les finestres.
El rei de França Lluís XVIII va enviar des de París a Roma un llit mecànic especial per alleujar el sofriment del Pontífex. El cardenal Bertazzoli, entre llàgrimes, que l'assetjava a acceptar els serveis d'un metge particular que la recomanació per al Papa va fer aquesta resposta acre, amb la seva calma perpètua «Andate, Signor Cardinale... Voi siete pio, ma veramente un pio seccatore.» (Vaja, Senyor Cardenal... Sou realment pius, però veritablement pius) El 19 d'agost, el seu estat va empitjorar i només va pronunciar alguns mots en llatí en veu baixa, senyal que estava constantment en oració. A la nit, la pèrdua de la consciència, de vegades, sovint només en veu baixa i aquestes últimes paraules: «Savona!... Savona!... Fontainebleau!...», els noms de les ciutats on havia estat deportat cinc anys fora de Roma i on havia patit molt. El 20 d'agost, a les cinc del matí, mentre estava entrant en el seu 82è any, Pius VII, vist pel seu secretari d'Estat cardinal Consalvi, va morir després d'un regnat de vinjt-i-tres anys, cinc mesos i sis dies, plorat pel poble romà que el va acompanyar durant tota la seva agonia tranquil·la.
Immediatament es va procedir a l'embalsamament, i les vísceres van ser portades a l'església de Sant Vicent i Sant Anastasi del Trevie, la parròquia del Quirinal, on es troben en urnes de marbre els cors i els budells de 23 papes entre Sixte V i Lleó XIII, l'anell del pescador va ser trencat (per segona vegada) i les restes mortals de Pius VII va ser exposades al palau del Quirinal, revestit amb les vestidures papals solemnes. Una multitud densa i trist aviat omplí la plaça de Monte Cavallo a donar-li el seu darrer adéu. L'endemà, el 22 d'agost, el cos va ser transportat a la basílica de Sant Pere del Vaticà acompanyat d'una gran multitud.
El funeral del Papa va durar nou dies, segons el costum de l'Església de Roma (d'aquí el terme Novendiali). El novè dia es va segellar el taüt de plom. Als peus del papa es col·locà una bossa que contenia les medalles i monedes encunyades durant el seu regnat; el taüt de plom va ser tancat en un taüt de roure i va ser col·locat temporalment a la cripta del Vaticà, on havia estat enterrat el seu predecessor Pius VI.

## El monument funerari, per Thorvaldsen
Al seu testament, el cardenal Consalvi, secretari d'Estat de Pius VII, havia estipulat que tots els regals que havia rebut dels monarques estrangers durant la seva llarga carrera diplomàtica haurien de ser venuts, i que s'utilitzés el producte de la venda per completar les façanes de diverses esglésies a Roma, fer alguns regals als seus servidors, per alleujar als pobres de la ciutat, i construir a la basílica de Sant Pere un monument funerari al seu mestre i amic, el Pius VII. El cardenal Consalvi va morir el 1824, pocs mesos després del Papa.
Es va fer d'acord amb la seva voluntat. En un dels braços del creuer a l'esquerra de la basílica de Sant Pere, l'escultor danès Bertel Thorvaldsen va elaborar plans per a un monument a Pius VII, representant el Papa amb cara seriosa, envoltat per dues figures al·legòriques en una actitud pensativa i trista: la Força i la Saviesa, envoltades per genis de la Història i el Temps. Les restes mortals de Pius VII es van traslladar allà el 1825. La tomba de Pius VII és l'única obra d'art a la basílica de Sant Pere que ha estat realitzat per un artista no catòlic (Thorvaldsen era protestant).
El successor de Pius VII va ser el Papa Lleó XII.

## El balanç d'una vida profundament cristiana[calcitació]
Enfront de la història global, Pius VII i el seu predecessor Pius VI (que conjuntament totalitzen 47 anys de pontificat) estan en el llindar entre l'Antic Règim i l'aparició d'un nou món, industrial, marcats per aspiracions nacionalistes, les aspiracions demòcrates i el pluralisme de pensament. És el final de la lluita entre el papa i l'emperador, iniciada a l'edat mitjana i és l'emperador (el poder civil) qui, tot i la resistència dels pontífexs del segle xix, prevaldrà. El 1870, Roma esdevé la capital del nou Regne de Itàlia, i refugiat al Vaticà, el Papa es considerà pres.
El 1929, els Pactes del Laterà limitaren el poder temporal del papa al Vaticà, garantint-li la llibertat necessària per a l'exercici del seu poder espiritual. La major part dels Estats Occidentals, durant el segle xx van formalitzar la llibertat religiosa constitucional i l'estat de dret civil sobre el dret religiós. L'Església Catòlica és una institució entre d'altres, encara que dominant en molts països i el seu ensenyament haurà de convèncer en lloc d'imposar-se a altres opcions filosòfiques i religioses que estructuren les societats urbanes en tots els nivells i mestissa plural.
Pius VII va marcar el seu temps i atreu l'atenció fins i tot avui dia.
- Pel seu caràcter profundament pacífic. Com a bisbe, va fer tot per evitar revoltes contra els invasors, i tota la violència que ho hauria acompanyat. Al general Radet, quan va arribar per a detenir-lo, li va preguntar si alguna s'ha vessat sang, i després, sentint-se segur, el va seguir. En cap moment durant el seu captiveri, encoratjarà als catòlics a la resistència violenta i no es va desprendre de la neutralitat absoluta en els conflictes armats del seu temps. Un cop tornat a Roma el 1814, ajudat per Ercole Consalvi, va desenvolupar una intensa activitat diplomàtica dirigit especialment a fomentar la convivència pacífica entre els estats i religions europees.
- Per la seva humilitat. Durant el conclave de 1800, Pius VII es resistí molt de temps als cardenals que el volien elegir Papa. Més tard, durant el seu captiveri a Fontainebleau, el monjo benedictí que sempre havia romàs dins d'ell insistia en rentar-se ell mateix la seva sotana blanca i en cosir-se els botons. Durant els molts trasllats durant la seva expulsió, acceptà l'hàbit negre dels monjos benedictins que els seus captors li volien imposar, per tal què poguessin portar-lo en un incògnit total, perquè la gent, podia veure'l pujar o baixar d'un cotxe, no reconeguessin la sotana blanca i la musseta vermella; en el seu esperit seguia sent benedictí, es va posar el vestit negre d'un simple monjo sense cap problema, i simplement va respondre: « Sta bene » (D'acord). Un dels soldats que el mantenen en captivitat a Savona va escriure el 10 de gener de 1810: «Jo, que era l'enemic dels sacerdots, he de confessar la veritat, perquè he de fer-ho. […] Després que el papa fos relegat aquí en aquest palau episcopal, i en custòdia, no només per nosaltres, sinó també dins de la casa, puc dir que aquest home sant és el model de la humanitat, model de moderació i de totes les virtuts socials, que és estimat per tots, que suavitza els esperits més forts i converteix en amics, fins i tot aquells que són els enemics més implacables. El papa passa la major part del seu temps en oració, sovint postrat, i la cara contra el terra. I el temps restant, que s'encarrega d'escriure o dona audiències»[20]
Excepte pel seu consum immoderat de tabac, fins i tot els seus enemics el lloen.
- Per la seva integritat. A diferència dels hàbits de nepotisme de molts dels seus predecessors, Pius VII sempre s'assegurà de no afavorir de cap manera els membres de la família. Al seu germà Gregori, li atorga una pensió de 150 corones al mes i el seu nebot orfe, li dona una petita propietat a Cesena.
- Per la seva dimensió intel·lectual. Pius VII era en realitat un brillant intel·lectual amb interessos variats. Multilingüe (italià, francès, anglès i llatí), notable traductor (obres de Condillac, en particular) i una excel·lent ploma (moltes cartes així ho testifiquen), dedicà molts anys de la seva vida a llegir, estudiar (va ser bibliotecari durant nou anys al Col·legi de Sant Anselm) i a l'ensenyament (a l'Abadia de Sant Joan de Parma, de la universitat de Sant Anselm i a l'Abadia de Santa Maria de la Muntanya). La seva biblioteca privada (conservada a la Biblioteca Malestiana de Cesena) és sorprenent: més de 5000 llibres, inclosos Còdex medievals (59), obres d'història, arqueologia, numismàtica, economia i ciència. Tal com va escriure Jean Leflon, que va tenir accés a aquesta biblioteca: «també és un home amb gust per l'estudi, amb una marcada predilecció per la ciència, com ho demostra la biblioteca papal guardada a la Malatesta de Cesena amb abundants llibres sobre ells. Sabem que es va subscriure a l'Enciclopèdia racional de Ciències i Arts […]. En teologia, filosofia, Dom Gregori recorria a complexos mètodes positius; fins i tot es va atrevir a patrocinar mètode de Condillac […] »[21]
De fet, això és en tots els nivells, fins i tot personals, que Pius VII és a la cruïlla de la història i una paradoxa vivent. Mitjançant l'examen de la seva biblioteca, difícilment es pot endevinar que pertanyia a un religiós, tenint en compte que diversos llibres que hi havia apareixien a l'índex… Menys encara es pot imaginar que aquest home curiós i progressista es convertí durant 23 anys en el cap d'una Església que va a defensar amb dents i ungles la llibertat, l'educació, les tradicions i el poder temporal.
- A través de la seva acció política. Mitjançant la restauració dels jesuïtes, Pius VII restablí un ordre intel·lectual i progressista. Sembla que la signatura del Concordat no era una forma de complir amb Napoleó, però corresponia a les seves profundes conviccions. En la lluita contra l'esclavitud, estava un segle per davant del seu temps i aconseguí ser amic dels altres monarques europeus. Va establir a Roma el lliure comerç, l'obertura de la cúria a col·laboradors laics (1800-1806), va nuar relacions diplomàtiques amb Rússia, Anglaterra i els Estats Units, països no catòlics, reorganitzà les escoles als Estats Pontificis i va abolir el feudalisme, Pío VII és definitivament un papa del progrés que va inspirar la Il·lustració.
- Per les seves activitats culturals. En tant que monjo benedictí i abat, dom Gregori intentà restaurar l'ideal monàstic i treballà per modernitzar l'ensenyament allà. Una cop elegit papa, treballà per posar en relleu el passat antic de Roma (excavacions arqueològiques del port d'Òstia, restauració del Coliseu) i embellir la ciutat (afores de l'Arc de Constantí, la font de Monte-Cavallo, la Piazza del Popolo, l'obelisc del Mont Pincius). Es creà un museu de l'antiguitat, creà o tornà a obrir les escoles i enriquí enormement la Biblioteca Vaticana. Així mateix, convidà molts artistes a Roma sense distinció d'origen o religió (molts dels quals eren protestants), el que reflecteix, donat el temps i la funció, una ment oberta.
- Per la seva humanitat i bondat. Mancat d'ambició personal, amic fidel (dels cardenals Pacca i Consalvi en particular) sobri (confessà viure amb una corona d'un dia), piu, suau (mai va aixecar la veu), discret, modest, generós (com a bisbe gastà tots els seus ingressos per ajudar els pobres de la seva diòcesi), suficient com per arriscar la seva vida per defensar les seves creences (la seva resistència a Napoleó és exemplar en aquest sentit) ferm, Pius VII també brillà magnanimitat (va acollir a Roma tota la família Bonaparte i va insistir que la captivitat de l'emperador deposat es relaxés). Sens dubte, és millor deixar que la paraula d'això a Napoleó Bonaparte, el seu principal oponent en les seves memòries de Santa Elena, va escriure aquestes paraules sorprenents: «Aquest és realment un home bo, suau i bo. És un be, un home de veritat, jo crec, que m'encanta i que, al seu torn, em fa una mica, estic segur …»

## Beatificació
El 12 de març de 2007 el Papa Benet XVI autoritzà l'obertura del judici per a la beatificació de Pius VII. Ja havia rebut el títol canònic de servent de Déu, en resposta a un decret papal que reconeixia oficialment les seves virtuts heroiques.